# You Are There
You Are There és el quart àlbum d'estudi del grup japonès Mono. Es va enregistrar a l'estudi Electrical Audio de Chicago, amb l'enginyer de so Steve Albini. Va sortir a la venda el 15 de mars de 2006.
Algunes de les sessions de gravació del disc van estar enregistrades en vídeo pel documental The Sky Remains The Same As Ever, de Teppei Kishida.

## Llistat de pistes
| Núm. | Títol                                 | Durada |
| ---- | ------------------------------------- | ------ |
| 1.   | «The Flames Beyond the Cold Mountain» | 13:29  |
| 2.   | «A Heart Has Asked for the Pleasure»  | 03:43  |
| 3.   | «Yearning»                            | 15:38  |
| 4.   | «Are You There?»                      | 10:25  |
| 5.   | «The Remains of the Day»              | 03:41  |
| 6.   | «Moonlight»                           | 13:04  |